# Estadi Comunale de Cornaredo
L'Estadi Comunale de Cornaredo (o Stadio Comunale di Cornaredo) és un estadi de futbol de la ciutat de Lugano, Ticino, a Suïssa.
Va ser inaugurat l'any 1951 i va ser seu de la Copa del Món de Futbol de 1954. És utilitzat pel club FC Lugano.